# Dhanus hashimi
Espèce
Dhanus hashimi est une espèce de pseudoscorpions de la famille des Ideoroncidae.

## Distribution
Cette espèce est endémique de Malaisie. Elle se rencontre au Pahang et au Selangor.

## Description
Les mâles mesurent de 2,02 à 2,69 mm et les femelles de 2,00 à 3,09 mm.

## Étymologie
Cette espèce est nommée en l'honneur de Rosli Hashim.

## Publication originale
- Harvey, 2016 : The systematics of the pseudoscorpion family Ideoroncidae (Pseudoscorpiones: Neobisioidea) in the Asian region. Journal of Arachnology, vol. 44, no 3, p. 272-329 (texte intégral).